# 安德魯·博維

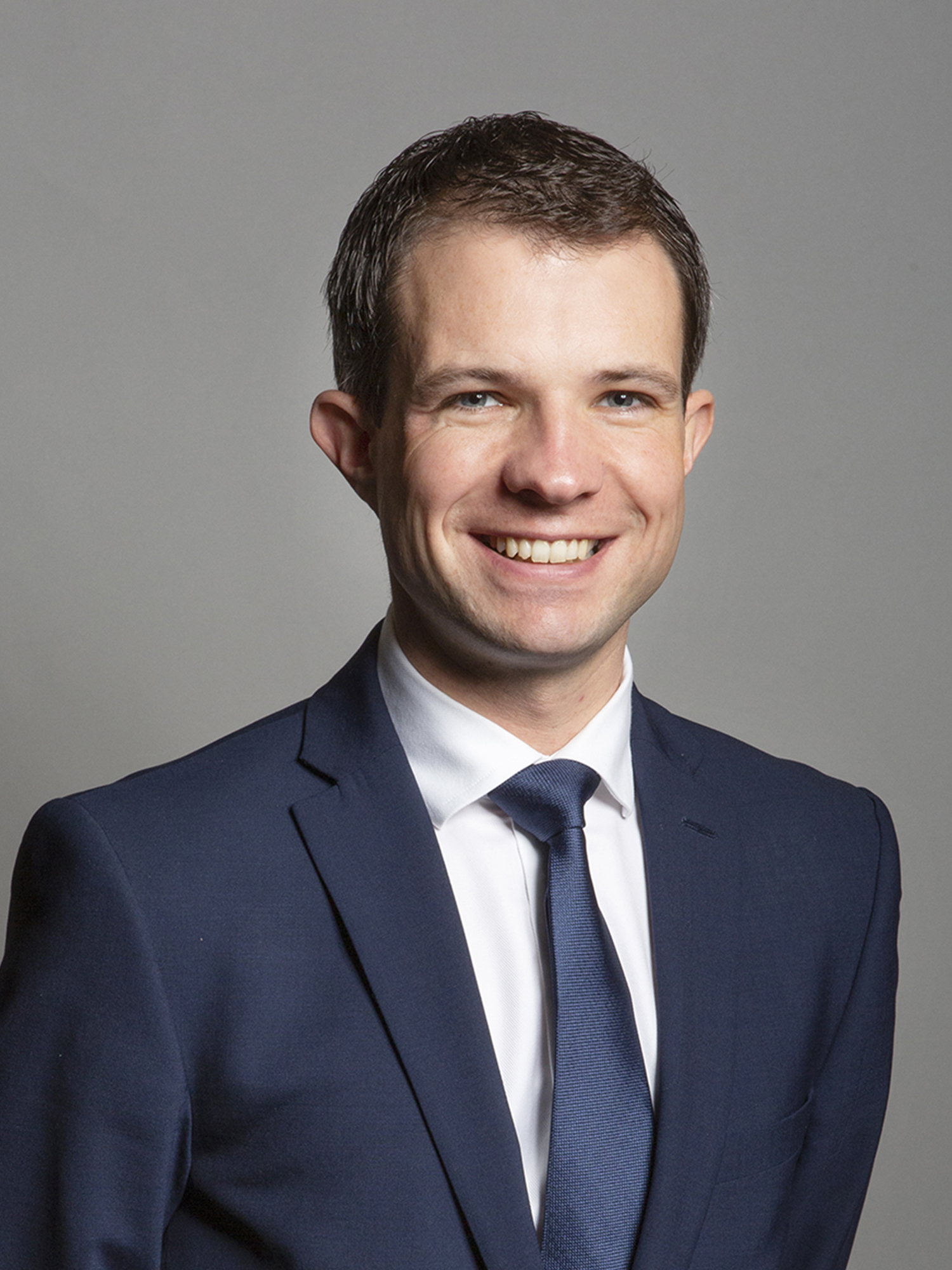
安德魯·博維

安德魯·博維（英語：Andrew Bowie；1987年5月28日—）是英國蘇格蘭的一位政治人物，黨籍是保守黨。自2017年開始，他是西阿伯丁郡和金卡丁選區選出的英國眾議院議員。他畢業於阿伯丁大學，並服務於英國海軍。

## 外部連結
- 英国的個人檔案
- 公鞭記載的投票紀錄
- TheyWorkForYou記載的紀錄